# Приневская низина
Прине́вская низи́на — низменность в Ленинградской области России, охватывающая долины Невы, её притоков Ижоры и Тосны, а также ряда более мелких рек.
Поверхность низины сложена озёрно-ледниковыми террасами. Поверхность в основном безлесная, часто заболоченная (лесные массивы, в основном хвойные, сохранились лишь на востоке). Почвы варьируют от торфяно-болотных до сильно подзолистых. Большие площади занимают антропогенные районы (городская застройка, дачные участки и т. п.). Для низины характерны значительные запасы торфа.
В Приневской низине расположены такие города, как Санкт-Петербург и Колпино.